# Copa del Rey (Eishockey)
Die Copa del Rey ist der nationale Eishockeypokalwettbewerb Spaniens. Er wird seit 1973 jährlich ausgespielt. 

## Geschichte
Die ersten drei Ausgaben der 1973 gegründeten Copa del Rey gewann Real Sociedad. Da der Verein anschließend jedoch den Spielbetrieb einstellte, blieb es für Real Sociedad bei diesen drei Titeln. Rekordhalter mit 13 Titeln ist CH Jaca. Sowohl Puigcerdà, als auch Jaca gewannen je einen Nachwuchstitel, da in den Jahren 1987 und 1988 kein Senioren-Spielbetrieb in Spanien stattfand.

## Bisherige Pokalsieger
- 1973: Real Sociedad
- 1974: Real Sociedad
- 1975: Real Sociedad
- 1976: FC Barcelona
- 1977: FC Barcelona
- 1978: CH Casco Viejo Bilbao
- 1979: CH Txuri Urdin
- 1980: CH Txuri Urdin
- 1981: CH Casco Viejo Bilbao
- 1982: FC Barcelona
- 1983: CG Puigcerdà
- 1984: CG Puigcerdà
- 1985: CH Jaca
- 1986: CG Puigcerdà
- 1987: CG Puigcerdà (U20-Wettbewerb)
- 1988: CH Jaca (U21-Wettbewerb)
- 1989: CH Jaca
- 1990: CH Txuri Urdin
- 1991: CH Txuri Urdin
- 1992: CG Puigcerdà
- 1993: CH Jaca
- 1994: CH Txuri Urdin
- 1995: CH Jaca
- 1996: CH Jaca
- 1997: FC Barcelona
- 1998: CH Jaca
- 1999: CG Puigcerdà
- 2000: CH Txuri Urdin
- 2001: CH Jaca
- 2002: CH Jaca
- 2003: CH Jaca
- 2004: CG Puigcerdà
- 2005: CG Puigcerdà
- 2006: CH Jaca
- 2007: CG Puigcerdà
- 2008: CG Puigcerdà
- 2009: CG Puigcerdà
- 2010: CG Puigcerdà
- 2011: CH Jaca
- 2012: CH Jaca
- 2013: CH Jaca
- 2014: CH Gasteiz
- 2015: FC Barcelona
- 2016: CH Txuri Urdin
- 2017: CH Jaca
- 2018: CH Txuri Urdin
- 2019: FC Barcelona
- 2020: abgesagt
- 2021: CH Jaca
- 2022: CG Puigcerdà
- 2023: CH Jaca

## Titel nach Mannschaft
- CH Jaca (16): 1985, 1989, 1993, 1995, 1996, 1998, 2001, 2002, 2003, 2006, 2011, 2012, 2013, 2017, 2021, 2023
- CG Puigcerdà (12): 1983, 1984, 1986, 1992, 1999, 2004, 2005, 2007, 2008, 2009, 2010, 2022
- CH Txuri Urdin (8): 1979, 1980, 1990, 1991, 1994, 2000, 2016, 2018
- FC Barcelona (6): 1976, 1977, 1982, 1997, 2015, 2019
- Real Sociedad (3): 1973, 1974, 1975
- CH Casco Viejo Bilbao (2): 1978, 1981
- CH Gasteiz (1): 2014

### Nachwuchsturnier
- CG Puigcerdà (1): 1987 (U20-Wettbewerb)
- CH Jaca (1): 1988 (U21-Wettbewerb)